# Marinha Grande (freguesia)
Marinha Grande is een plaats (freguesia) in de Portugese gemeente Marinha Grande en telt 28.372 inwoners (2001).